# Светски часовник
Светски часовник је часовник који показује време широм света.
Лице сата може бити у облику аналогних сатова с казаљкама или дигиталних сатова с нумеричким читањем. Сваки сат је обележен именом неког већег града или временске зоне. 
Може бити и у облику карте света с светлећим ознакама које показују дневно време.